# Clytra quadripunctata
Clytra quadripunctata је врста тврдокрилца из породице буба листара (Chrysomelidae).

## Опис
Одрасли инсекти су дуги 8–10 mm. Имају четири црне мрље на наранџастим покрилцима. Врло је слична врсти Clytra laeviuscula, али су мрље на средини покрилаца знатно мање. Други критеријум за њихово разликовање је пронотум. Код Clytra quadripunctata има правилно распоређена удубљења и без сјаја је, док је код Clytra laeviuscula гладак и сјајан.

## Распрострањење
Врста живи у целој Европи и на исток до Монголије. Бележена је у целој Србији осим Војводине.

## Биологија
Овај инсект увек живи у близини мрава из рода Formica, јер се ларве развијају у њиховим мравињацима.